# Petre Iordache (cornist)
Petre Iordache (n. secolul al XX-lea, București, România) este un cornist (corn francez), saxofonist și compozitor român.

## Activitate muzicală
În anii șaizeci, a colaborat alături de formația de muzică rock Sfinx; instrumentul său, neobișnuit pentru muzica rock, a contribuit la prezența aparte a formației în primii ei ani (până la preluarea conducerii de către Dan Andrei Aldea, în 1969). Iordache cântă alături de Sfinx, într-o primă fază, în perioada 1964-1968. În mod paradoxal, sonoritatea cornului francez apropie Sfinx de maniera psihedelică a muzicii rock; soloul de corn din piesa „Toamna” (1966, versiune cover a piesei „San Franciscan Nights” de The Animals) amintește de intervenția cornistului britanic Alan Civil la piesa The Beatles „For No One”.
Este invitat de Cornel „Muzicuță” Ionescu să se alăture formației Teatrului „Constantin Tănase”, Cărăbuș '68, de această dată solist la saxofon. În continuare, face parte din Modern Grup, condus de Petre Magdin, grup care se va dizolva în anul 1973. În același an revine la Sfinx, unde participă la înregistrarea discului EP Coborîse primăvara (1974). Iordache cântă la saxofon în piesa ce dă numele discului și la corn francez în piesa Peste vîrfuri, compoziție proprie pe versurile lui Mihai Eminescu.